# Красноярка (Кировский сельсовет)
Красноярка — деревня Кировского сельсовета Мишкинского района Курганской области.

## География
Расположена у реки Миасс.

## История
До 1917 года входила в состав Воскресенской волости Челябинского уезда Оренбургской губернии. По данным на 1926 год деревня Красноярская состояла из 188 хозяйств. В административном отношении входила в состав Черноярского сельсовета Воскресенского района Челябинского округа Уральской области.

## Население
| 1989 | 2002 | 2010 |
| ---- | ---- | ---- |
| 98   | ↘36  | ↘17  |

По данным переписи в деревне проживало 833 человека (382 мужчины и 451 женщина), в том числе: русские составляли 98 % населения.